# بني يخلفتن (لمريجة)
بني يخلفتن هي إحدى مشيخات المملكة المغربية، تتبع جغرافيا لإقليم جرسيف وإداريًا للمريجة. يقدر عدد سكانها بـ 2032 نسمة حسب الإحصاء الرسمي للسكان والسكنى لسنة 2004.